# Буданє
Буданє (словен. Budanje) — поселення у верхній частині долини річки Віпава в общині Айдовщина. Висота над рівнем моря: 239,8 м.

## Уродженці
- Барле Янко (1869—1941) — словенський історик і публіцист.